# Szaran (Ajn al-Arab)
Szaran (arab. شران) – wieś w Syrii, w muhafazie Aleppo, w dystrykcie Ajn al-Arab. W 2004 roku liczyła 1545 mieszkańców.